# Vladimir Niederhaus
Vladimir Niederhaus (rus: Владимир Нидергаус)  (Kokxetau, 13 d'agost de 1967) és un exfutbolista kazakh de la dècada de 1990.
Fou internacional amb la selecció del Kazakhstan i amb la selecció de Rússia.
El 19 de setembre de 2008, FC Shakhter i FC Vostok foren desqualificats de la primera divisió del Kazakhstan per arreglar un partit de futbol, essent jugadors i entrenadors suspesos per 60 mesos, inclòs Niederhaus.